# Kopfzeile

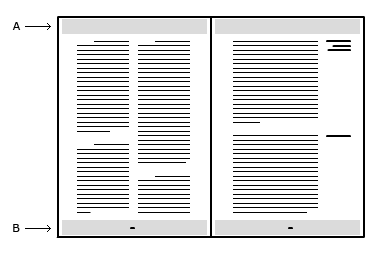
A = Kopfzeile; B = Fußzeile

Die Kopfzeile ist ein Gestaltungselement in der Textverarbeitung. Sie steht losgelöst vom Haupttext am oberen Rand (dem Kopf) von Textseiten und dient zur schnellen Orientierung bzw. Navigation innerhalb eines schriftlichen Werkes. 

## Zweck, Anwendung
Beispielsweise kann der Kopfzeilentext den Autor und Titel des Werkes, die Paragrafenziffer und Bezeichnung des geöffneten Kapitels oder die Seitennummerierung und den Titel des geöffneten Abschnitts in Kurzform nennen. In der Fachsprache wird dies als Kolumnentitel bezeichnet. Auf hypermedialen Seiten stehen an dieser Stelle oft Navigations-Links.
Zu denselben Orientierungs- bzw. Navigationszwecken – als Kolumnentitel – kann auch eine Fußzeile dienen, diese steht am unteren Rand (dem Fuß) von Textseiten. Ob ein Text mit Kopfzeile, mit Fußzeile oder mit beidem versehen wird, und welche Zweckangaben auf diese verteilt werden, entscheiden Verfasser oder Herausgeber.
Besonders im IT-Bereich werden auch die englischen Bezeichnungen header oder page-header verwendet.

## Dachbalken
Mit diesem Begriff wird eine Zeile bezeichnet, die auf der Titelseite einer (gedruckten) Zeitung über deren Namenszug steht; sie verweist auf einen Inhalt im redaktionellen Teil.

## Gestaltung in der elektronischen Textverarbeitung
Office-Software bietet Schaltflächen zur Gestaltung von Kopf und Fußzeilen. LaTeX kennt in seiner Grundausstattung den Befehl \pagestyle{style-name}, um zwischen einfachen Seitennummern im Seitenfuß und etwa lebenden Kolumnentiteln im Seitenkopf zu wählen. Das Zusatzpaket fancyhdr ist beliebt, um persönlichen Gestaltungsvorstellungen näherzukommen, ähnlich memoir und scrpage2  – vgl. #Weblinks.